# هاینکل هادی ۳۸
اچ‌دی ۳۸ هینکل (به انگلیسی: Heinkel_HD_38) یک هواگرد ملخ‌پیشین تک‌موتوره از نوع جنگنده ساخت شرکت هاینکل است. هواگرد اچ‌دی ۳۸ هینکل نخستین پروازش را در ۱۹۲۸ میلادی انجام داد. در مجموع، تعداد ۱۲ فروند از این هواگرد ساخته شده است.